# Aleksiej Babnicki
Aleksiej Iwanowicz Babnicki, ros. Алексей Иванович Бабницкий (ur. 1919 w Porchowie, zm. ?) – radziecki wojskowy (podpułkownik), dowódca plutonu Rosyjskiej Narodowej Armii Ludowej, propagandysta, a następnie dowódca kompanii ochronnej dowódcy Sił Zbrojnych Komitetu Wyzwolenia Narodów Rosji podczas II wojny światowej.
W 1937 r. ukończył szkołę średnią. W tym samym roku wstąpił do Komsomołu. Następnie zmobilizowano go do Armii Czerwonej. Po ukończeniu we wrześniu 1939 szkoły piechoty im. Kirowa w Leningradzie, został w stopniu podporucznika dowódcą plutonu 701 Pułku Strzeleckiego. Uczestniczył w wojnie zimowej z Finlandią na przełomie 1939/1940 r. Został odznaczony Medalem za Odwagę. Następnie objął dowództwo plutonu 707 Pułku Strzeleckiego. Po ataku wojsk niemieckich na ZSRR 22 czerwca 1941 r., dostał się do niewoli we wrześniu. Osadzono go w obozie jenieckim w rejonie Smoleńska. W wyniku wizyty w obozie latem 1942 r. grupy oficerów nowo formowanej Rosyjskiej Narodowej Armii Ludowej (RNNA) postanowił wstąpić do tej jednostki. Objął dowództwo plutonu. Pod koniec 1942 r. skierowano go na kursy propagandowe w Zittenhorst pod Berlinem, gdzie wstąpił do Narodowego Związku Pracujących (NTS). W 1943 r. ukończył szkołę propagandystów ROA w Dabendorfie. Służył w Sonderstab „R” w Warszawie. Na pocz. 1944 r. powrócił do ośrodka w Dabendorfie, obejmując funkcję dowódcy plutonu szkoleniowego. Następnie przeniesiono go do okupowanej Danii. We wrześniu został dowódcą kompanii ochronnej Rosyjskiej Armii Wyzwoleńczej (ROA) gen. Andrieja A. Własowa. W styczniu 1945 r. ochotniczo wstąpił do 1 Szturmowej Brygady Przeciwpancernej Russland płk. Igora K. Sacharowa. W lutym uczestniczył w walkach nad Odrą, za co odznaczono go Krzyżem Żelaznym 1 klasy. Na pocz. marca w stopniu porucznika powrócił na funkcję dowódcy kompanii ochronnej Sił Zbrojnych KONR. Uniknął amerykańskiej niewoli. Od końca kwietnia wraz z por. A. I. Romaszkinem ukrywał się w domu znanego pisarza niemieckiego Edwina Ericha Dwingera. Pod koniec lat 40. mieszkał w zachodnich Niemczech. Dalsze jego losy są nieznane.